# Kiwalani
Kiwalani è una delle circoscrizioni (ward) della città di Dar es Salaam, in Tanzania. Appartiene al distretto di Ilala. Ha una popolazione di  61.960 abitanti, in questo quartiere vi è l'Aeroporto Internazionale Julius Nyerere.